# Nat Ross
Nat Ross est un réalisateur et producteur américain né le 13 juin 1902 à San Francisco, en Californie (États-Unis), décédé le 24 février 1941 à Los Angeles (Californie).

## Filmographie

### comme réalisateur
- 1922 : Never Let Go
- 1922 : The Jaws of Steel
- 1922 : Plain Grit
- 1922 : Unmasked
- 1922 : Dead Game
- 1922 : Tracked Down
- 1922 : The Galloping Kid
- 1922 : Ridin' Wild
- 1923 : The Ghost Patrol
- 1923 : The Six-Fifty
- 1923 : Stolen Gold
- 1923 : Western Skies
- 1923 : Rustlin' Buster
- 1923 : Pure Grit
- 1924 : Down in Texas
- 1924 : Gold Digger Jones
- 1924 : The Slanderers
- 1926 : Transcontinental Limited
- 1926 : Two Can Play
- 1926 : April Fool
- 1926 : Striving for Fortune
- 1927 : The Fighting Spirit
- 1927 : Crimson Colors
- 1927 : The Winning Five
- 1927 : The Dazzling Co-Ed
- 1927 : A Fighting Finish
- 1927 : Samson at Calford
- 1927 : The Winning Punch
- 1927 : Splashing Through
- 1927 : Running Wild
- 1928 : The Winning Goal
- 1928 : Sliding Home
- 1928 : Stop That Man
- 1928 : The Junior Year
- 1928 : Calford vs. Redskins
- 1928 : Kicking Through
- 1928 : Calford in the Movies
- 1928 : Paddling Co-Eds
- 1928 : Fighting for Victory
- 1928 : Dear Old Calford
- 1928 : Calford on Horseback
- 1928 : The Bookworm Hero
- 1929 : Speeding Youth
- 1929 : The Winning Point
- 1929 : Farewell
- 1929 : King of the Campus
- 1929 : The Rivals
- 1929 : On Guard
- 1929 : Junior Luck
- 1929 : Sporting Courage
- 1929 : College Love
- 1929 : The Varsity Drag
- 1929 : On the Sidelines
- 1929 : Use Your Feet
- 1929 : Graduation Daze
- 1930 : The Freshman's Goat
- 1930 : The Love Punch
- 1930 : College Cuties
- 1931 : In Old Mazuma
- 1931 : Double Decoy

### comme producteur
- 1924 : Down in Texas
- 1935 : The Outlaw Deputy (en)
- 1935 : Man from Guntown
- 1937 : The Reverse Be My Lot
- 1937 : Darby and Joan